# Pingi Tala'apitanga
Pas d'image ? Cliquez ici

a Compétitions nationales et continentales officielles uniquement.

Dernière mise à jour le 22 janvier 2021.
Pingi Tala'apitanga, né le 24 février 1987 à Apia (Samoa), est un joueur samoan de rugby à XV évoluant au poste de pilier.

## Carrière
Pingi Tala'apitanga évolue entre 2011 et 2016 avec les Bay of Plenty Steamers en NPC, avec un passage en Super Rugby en 2014 avec les Highlanders.
Il arrive en Pro D2 au RC Narbonne en octobre 2016 en tant que joker médical de Tariel Ratianidze jusqu'à la fin de la saison.
En 2017, il rejoint le Soyaux Angoulême XV Charente pour deux saisons,.

## Palmarès
- Vainqueur du Super Rugby en 2015 avec les Highlanders[4].